# 배후령
배후령(背後嶺)은 강원특별자치도 춘천시 신북읍과 강원특별자치도 화천군 간동면을 잇는 고개다. 국도 제46호선이 통과하였으나 자동차의 사상사고가 잦아 2004년 착공하여 2012년 3월 30일 배후령터널을 개통했다.
동절기엔 폭설 결빙 등 도로 사정에 따라 양방향 터널 도로 마지막 분기점에서 부터 차량 진입을 통제한다.
1. ↑  중앙일보, 5.1km 국내 최장 배후령터널 내달 말 개통 2012.02.15